# Rainer Simon
Rainer Simon (Hainichen, 1941. január 11. –) német filmrendező, forgatókönyvíró és egyetemi tanár. 1964 és 2000 között 17 filmet rendezett. Az asszony és az idegen című filmjével elnyerte az Arany Medve díjat 1985-ben. 1980-as, Jadup und Boel című filmjével pedig a 16. Moszkvai Nemzetközi Filmfesztiválon indult 1989-ben. Az NDK-ban politizált is.

## Válogatott filmográfia
- 1969: Wie heiratet man einen König?
- 1970: Aus unserer Zeit
- 1971: Männer ohne Bart
- 1972: Hatan hetedhét országon át
- 1974: Liebe mit 16
- 1975: Till Eulenspiegel
- 1979: Zünd an, es kommt die Feuerwehr
- 1981/1988: Jadup und Boel
- 1983: Das Luftschiff
- 1985: Az asszony és az idegen
- 1987: Wengler & Söhne – Eine Legende
- 1989: Die Besteigung des Chimborazo
- 1991: Der Fall Ö.
- 1993: Fernes Land Pa-isch
- 1994 Die Farben von Tigua
- 1999 Mit Fischen und Vögeln reden
- 2003 Der Ruf des Fayu Ujmu